# Талмиџ (Калифорнија)
Талмиџ (енгл. Talmage) насељено је место без административног статуса у америчкој савезној држави Калифорнија.

## Демографија
По попису из 2010. године број становника је 1.130, што је 11 (-1,0%) становника мање него 2000. године.
| Група             | 2000.       | 2010.       |
| Белци             | 573 (50,2%) | 448 (39,6%) |
| Афроамериканци    | 7 (0,6%)    | 3 (0,3%)    |
| Азијати           | 188 (16,5%) | 273 (24,2%) |
| Хиспаноамериканци | 310 (27,2%) | 366 (32,4%) |
| Укупно            | 1.141       | 1.130       |